# L'arte di sciare
L'arte di sciare (The Art of Skiing) è un film del 1941 diretto da Jack Kinney. È un cortometraggio animato della serie Goofy realizzato, in Technicolor, dalla Walt Disney Productions e uscito negli Stati Uniti il 14 novembre 1941. Si tratta del primo di una serie di corti in cui Pippo fa una dimostrazione comica dello svolgimento di sport e di altre attività quotidiane, nonché il primo in cui si sente il suo famoso urlo (Goofy Holler in originale).

## Trama
In uno chalet di montagna, Pippo dorme profondamente, ma la sveglia suona. Svegliatosi, Pippo viene istruito da una voce fuori campo su come vestirsi per andare a sciare, ma finisce con ingarbugliarsi tutto. Raggiunta la vetta, a Pippo vengono date le istruzioni su come mettersi in posizione, rialzarsi, mettersi a spazzaneve, risalire a spina di pesce, cambiare direzione ad alta velocità, eseguire lo schuss, lo slalom e il salto con gli sci. Ogni volta però Pippo, a causa della sua inettitudine, fallisce miseramente. Alla fine Pippo, dopo aver saltato giù dal trampolino, atterra nel suo letto, dove riprende a dormire.

## Distribuzione

### Cinema
- Pippo olimpionico (1972)[1][2]

### Edizioni home video

#### VHS
- 3, 2, 1... è Natale! (dicembre 2002)
- Il mio eroe Pippo (marzo 2004)

#### DVD
- Topolino che risate! - Volume 2
- 3, 2, 1... è Natale!
- Walt Disney Treasures: Pippo, la collezione completa
- Il mio eroe Pippo
- Paperino e i corti di Natale